# Homotoma boheae
Homotoma boheae är en insektsart som beskrevs av Yu 1956. Homotoma boheae ingår i släktet Homotoma och familjen Homotomidae. Inga underarter finns listade i Catalogue of Life.